# Monster Movie
Monster Movie ist das Debütalbum der deutschen Avantgarde-Rockband Can. Das Album wurde 1969 eingespielt und erschien zunächst mit einer Auflage von 500 Stück über das Label Music Factory. 1970 wurde es von Liberty Records neuveröffentlicht. Den internationalen Vertrieb übernahm United Artists Records.

## Hintergrund
Monster Movie entstand aus einer Serie von Jam-Sessions im Schloss Nörvenich nahe Köln, wo die Band 1968 ihr Studio bezog. Stilistisch vereinigt es Elemente des Free- und Avantgarde-Jazz mit experimentellen Kraut- und Psychedelic-Rock-Komponenten. Die Protagonisten des Werks waren Organist Irmin Schmidt, der unter anderem acht Jahre bei Karlheinz Stockhausen studiert und als Theaterkapellmeister Erfahrungen mit Symphonieorchestern gesammelt hatte, Gitarrist Michael Karoli, der als Jurastudent in Schweizer Jazz- und Pop-Combos gearbeitet hatte, Bassgitarrist Holger Czukay, der unmittelbar vor seiner Can-Karriere ebenfalls bei Stockhausen studiert und in den Elektronikstudios von Pousseur und Stockhausen experimentiert hatte und Schlagzeuger Jaki Liebezeit, der bei prominenten Jazzern, wie Chet Baker und Manfred Schoof, engagiert war. Als Sänger stieß der US-Amerikaner Malcolm Mooney zur Band.
Vorangegangen waren der Veröffentlichung die beiden Singles Agilok & Blubbo (Juli 1968) und Kamasutra (November 1968) sowie das Album Prepared to Meet Thy Pnoom, das zunächst unveröffentlicht blieb, da der Musikstil der Band in kein Vermarktungsschema der Plattenindustrie passte; erst 1981 wurden Stücke daraus als Kollektion von Raritäten und Outtakes auf »Delay« 1968 herausgegeben.
Im August 1968 lernte Hildegard Schmidt (Ehefrau von Irmin Schmidt) in Paris den Bildhauer Malcolm Mooney kennen, der als neuer Sänger zur Band stieß. Auf ihn ging der ursprüngliche Bandname The Can zurück (im New Yorker Dialekt heißt das auch „Arsch“), bevor man den Artikel später eliminierte. Einige Veröffentlichungen des Albums trugen den Untertitel „Made in a castle with better equipment“, in Anspielung auf das im 14. Jahrhundert errichtete Schloss Nörvenich, wo die Aufnahmen stattfanden und wo Eierboxen sowie ausgediente Militärmatratzen als Klangbildner dienten.

## Titelliste
Alle Songs stammen aus der Feder von Holger Czukay, Michael Karoli, Jaki Liebezeit, Irmin Schmidt und Malcolm Mooney.
Seite 1
1. Father Cannot Yell – 7:01
2. Mary, Mary so Contrary – 6:16
3. Outside My Door – 4:06
Seite 2
4. Yoo Doo Right – 20:14

## Rezeption
Das Album wurde positiv rezensiert. Pitchfork wählte es auf Platz 48 der 200 besten Alben der 1960er Jahre.